# Élections sénatoriales camerounaises de 2018
Les élections sénatoriales camerounaises de 2018 ont lieu le 25 mars 2018 au Cameroun afin d'élire au scrutin indirect 70 des 100 sénateurs de la chambre haute du pays.
Les conseillers municipaux donnent une large majorité au parti au pouvoir, le Rassemblement démocratique du peuple camerounais.

## Système électoral
Le Sénat est la chambre haute du parlement bicaméral camerounais. Il est composé de 100 sénateurs renouvelés intégralement tous les cinq ans. Chacune des 10 régions du Cameroun est représentée par dix sénateurs dont sept élus par un collège électoral composé des membres des conseils municipaux et régionaux, soit 70 sénateurs élus. Les trois sénateurs restants de chaque région sont nommés par le président de la République, soit trente sénateurs,,.
Dans chaque région, les sièges des sept sénateurs élus sont pourvus selon un système mixte à finalité majoritaire : il s'agit d'un scrutin proportionnel plurinominal combiné à une prime majoritaire attribuée à la liste arrivée en tête. Les électeurs votent pour une liste fermée de candidats, sans panachage ni vote préférentiel. La liste ayant obtenu la majorité absolue des suffrages exprimés remporte l'intégralité des sept sièges à pourvoir dans la région. Si aucune n'atteint cette majorité, la liste arrivée en tête remporte une prime de quatre sièges, et les trois sièges restants sont répartis à la proportionnelle selon la règle du plus fort reste entre toutes les listes ayant franchi le seuil électoral régional de 5 % des suffrages exprimés, y compris la liste arrivée en tête. En cas d'égalité des voix des deux listes en tête, ces dernières reçoivent la moitié de la prime, soit deux sièges chacune.
Le vote des grands électeurs intervient dans les chefs-lieux des départements, à bulletin secret. Il est obligatoire, sous peine de déchéance du mandat de conseiller municipal ou régional. En retour, l'État prend en charge les frais de déplacement et permet le vote par procuration via un autre membre du collège électoral, à raison d'une seule procuration par membre. Les candidats doivent être âges d'au moins quarante ans révolus, avoir la nationalité camerounaise de naissance, résider dans la région où ils se présentent et appartenir à un parti politique.
Les conseillers régionaux n'ayant toujours pas été élus en 2018, le collège électoral est uniquement constitué des 10 112 conseillers municipaux.

## Résultats
|                        |                                                            |        |       |      |        |               |  |  |  |  |  |  |  |  |
| Partis                 | Partis                                                     | Votes  | %     | +/-  | Sièges | +/-           |  |  |  |  |  |  |  |  |
|                        | Rassemblement démocratique du peuple camerounais (RDPC)    | 7 966  | 81,13 | 7,41 | 63     | 7             |  |  |  |  |  |  |  |  |
|                        | Front social démocrate (FSD)                               | 846    | 8,61  | 9,08 | 7      | 7             |  |  |  |  |  |  |  |  |
|                        | Union nationale pour la démocratie et le progrès (UNDP)    | 581    | 5,92  | 0,20 | 0      | en stagnation |  |  |  |  |  |  |  |  |
|                        | Union démocratique du Cameroun (UDC)                       | 158    | 1,61  | 0,86 | 0      | en stagnation |  |  |  |  |  |  |  |  |
|                        | Union des populations du Cameroun (UPC)                    | 138    | 1,40  | Nv   | 0      | en stagnation |  |  |  |  |  |  |  |  |
|                        | Front pour le salut national du Cameroun (FSNC)            | 75     | 0,76  | Nv   | 0      | en stagnation |  |  |  |  |  |  |  |  |
|                        | Union des mouvements socialistes (UMS)                     | 26     | 0,26  | Nv   | 0      | en stagnation |  |  |  |  |  |  |  |  |
|                        | Parti démocratique uni (PDU)                               | 16     | 0,16  | Nv   | 0      | en stagnation |  |  |  |  |  |  |  |  |
|                        | Alliance nationale pour la démocratie et le progrès (ANDP) | 13     | 0,13  | Nv   | 0      | en stagnation |  |  |  |  |  |  |  |  |
|                        | Sénateurs nommés                                           |        |       |      | 30     | en stagnation |  |  |  |  |  |  |  |  |
|                        |                                                            |        |       |      |        |               |  |  |  |  |  |  |  |  |
| Votes valides          | Votes valides                                              | 9 819  | 99,16 |      |        |               |  |  |  |  |  |  |  |  |
| Votes blancs et nuls   | Votes blancs et nuls                                       | 83     | 0,84  |      |        |               |  |  |  |  |  |  |  |  |
| Total                  | Total                                                      | 9 902  | 100   | –    | 100    | en stagnation |  |  |  |  |  |  |  |  |
| Abstention             | Abstention                                                 | 210    | 2,08  |      |        |               |  |  |  |  |  |  |  |  |
| Inscrits/participation | Inscrits/participation                                     | 10 112 | 97,92 |      |        |               |  |  |  |  |  |  |  |  |

## Analyse
Le Rassemblement démocratique du peuple camerounais du président  Paul Biya, au pouvoir, remporte 63 des 70 sièges en lice, en progression de 7 sièges. Le parti d'opposition Front social démocrate passe quant à lui de 14 à 7 sièges.
Le 12 avril 2018, Paul Biya procède à la nomination des trente sénateurs restants, soit 24 membres du RDPC et 6 membres de l'opposition, à savoir : un membre du MDR, un membre de l'ANDP, un membre du FSNC, deux membres de l'UNDP et un membre de l'UPC,. À nouveau nommé par le président, Marcel Niat Njifenji, du RDPC, est réélu à la présidence du sénat.